# Teske de Schepper
Teske de Schepper (Reeuwijk-Dorp, 26 augustus 1995), vooral bekend als Teske, is een Nederlands youtuber, vlogger op YouTube en zangeres.

## Levensloop
Teske begon toen ze dertien jaar was met het schrijven van stukjes en het maken van video's. In januari 2009 begon ze een eigen webblog. Ze is een bekende YouTube-vlogster in de Benelux, met ruim 303.000 volgers op haar YouTube-kanaal en Instagram. Teske heeft ook nog een ander kanaal, Speelkwartier, hierop speelt ze vooral spelletjes.
In 2015 tekende Teske, op 19-jarige leeftijd, een contract met Universal Music. Haar debuutsingle Rewritten stond zeven weken in de Tipparade van de Nederlandse Top 40, hoogste plaats nummer 5. De single stond op de eerste plaats van de Single Tip-lijst en de tweede plaats in de iTuneslijst. Ze voerde het nummer live uit bij Giel Beelen en in De Wereld Draait Door.
Voor de wereldwijde reclame van Ola Cornetto maakte Teske met David Choi het nummer King For A Day. Op 5 oktober 2015 kwam haar single Finding Neverland uit. Tevens was ze datzelfde jaar te zien als deelneemster in het RTL 5 programma Expeditie Robinson.
In 2016 bracht ze met Mr. Polska het nummer Samen uit en tekende ze op 30 september bij platenlabel Top Notch. Daarbij bracht ze op 2 november haar eerste eigen Nederlandstalige single Opnieuw uit. Dit nummer was voor haar een nieuwe start in haar muziekcarrière. Diezelfde dag kwam het hele EP uit, waarop, naast Opnieuw, ook de nummers Bla Bla Bla en In M'n Glas te horen waren.
Op 4 en 5 november 2016 gaf Teske haar debuutconcert in TivoliVredenburg. De shows waren in minder dan twee dagen uitverkocht. In januari 2017 stond Teske op Noorderslag en op 7 april 2017 gaf ze een concert in een uitverkochte grote zaal in Paradiso.
In augustus 2018 was De Schepper te zien in een bijrol in de film van collegayoutuber Dylan Haegens genaamd De Film van Dylan Haegens.
In februari 2020 bracht Teske haar schrijfdebuut genaamd Nachtvlinder uit. Het boek is een bundel van poëzie en korte verhalen over haar leven. 
Op 23 december 2020 maakte Teske bekend in verwachting te zijn van haar eerste kindje samen met haar vriend Mert Ugurdiken. Op 2 juli 2021 is Teske bevallen van haar zoon Zeki Ayaz Ugurdiken. Op 30 augustus 2023 maakte Teske bekend in verwachting te zijn van haar tweede kind. Op 28 februari 2024 is Teske bevallen van haar tweede zoon Kaya Can Ugurdiken.

## Discografie
| Titel                                          | Datum         | album                    | Opmerkingen                                                  |
| ---------------------------------------------- | ------------- | ------------------------ | ------------------------------------------------------------ |
| Rewritten                                      | november 2014 | Rewritten (single)       |                                                              |
| I'm Gonna Be (500 Miles)                       | december 2014 | Rewritten (single)       | Origineel van The Proclaimers                                |
| King For A Day (met David Choi)                | mei 2015      | n.v.t.                   | Gemaakt voor de wereldwijde reclame van Ola Cornetto in 2015 |
| Finding Neverland                              | oktober 2015  | n.v.t.                   |                                                              |
| Niemand                                        | november 2015 | n.v.t.                   | Origineel van Ronnie Flex en Mr. Polska                      |
| Lievelings                                     | november 2015 | n.v.t.                   | Origineel van Namika (Lieblingsmensch)                       |
| Samen (met Mr. Polska)                         | mei 2016      | n.v.t.                   | Sinds juni 2016 een gouden plaat                             |
| Opnieuw                                        | november 2016 | Opnieuw (ep)             | Eerste single bij Top Notch                                  |
| In M'n Glas                                    | november 2016 | Opnieuw (ep)             |                                                              |
| Bla Bla Bla                                    | november 2016 | Opnieuw (ep)             |                                                              |
| Oesters & Champagne                            | maart 2017    | Oesters & Champagne (ep) |                                                              |
| Venus                                          | maart 2017    | Oesters & Champagne (ep) |                                                              |
| Tempo                                          | maart 2017    | Oesters & Champagne (ep) |                                                              |
| Tijdmachine (met Ruben Annink)                 | mei 2017      | n.v.t.                   |                                                              |
| Alles is                                       | oktober 2017  | Alles Is (ep)            |                                                              |
| Beter Mens                                     | oktober 2017  | Alles Is (ep)            |                                                              |
| Duizend Vragen (Elke Dag) (met Paul de Munnik) | oktober 2017  | Alles Is (ep)            |                                                              |
| Plekje In Mijn Hart                            | oktober 2017  | Alles Is (ep)            |                                                              |
| Voorbij (met Flemming)                         | oktober 2017  | Alles Is (ep)            | Bonus track                                                  |
| Als we samen zijn                              | december 2017 | n.v.t.                   | Kerstnummer                                                  |
| wildernis                                      | november 2018 | porselein                |                                                              |
| lavendel                                       | november 2018 | porselein                |                                                              |
| in m'n hoofd                                   | november 2018 | porselein                |                                                              |
| wat ik wil                                     | november 2018 | porselein                |                                                              |
| "andersom (met Cartiez)                        | november 2018 | porselein                |                                                              |
| kom bij jou (met Joshua Nolet)                 | november 2018 | porselein                |                                                              |
| donkey kong (met Joost)                        | november 2018 | porselein                |                                                              |
| overmacht                                      | november 2018 | porselein                |                                                              |
| instabiel                                      | november 2018 | porselein                |                                                              |
| porselein                                      | november 2018 | porselein                |                                                              |
| In bloei                                       | februari 2021 | n.v.t.                   |                                                              |

## Trivia
- De Schepper was een van de lijstduwers voor de Partij voor de Dieren bij de Tweede Kamerverkiezingen van 2017. Ze stond op plek 45 en behaalde 607 voorkeursstemmen.